# 三遊亭志う歌
三遊亭 志う歌（さんゆうてい しうか、1982年7月7日 - ）は、落語家である
。落語協会所属。紋：二ツ巴。出囃子：ベロベロの神様。本名：磯部 成伸。

## 来歴
1982年7月、東京都大田区山王生まれ。京華中学高等学校を経て、二松學舍大学中退。大学時代は、落語研究会に所属。
2004年8月、三遊亭歌武蔵に入門する。2005年8月、春風亭一左と共に前座として楽屋入り。前座名は「勝って兜の尾を締めよ」の兜から「歌ぶと」。2008年11月、三遊亭たん丈、春風亭一左、柳亭市楽と共に二ツ目に昇進し「三遊亭歌太郎」と改名する。2017年10月、NHK新人落語大賞を受賞した。
2020年3月21日からの鈴本演芸場3月下席より三遊亭丈助（たん丈改め）、春風亭一左、六代目玉屋柳勢（市楽改め）、三遊亭歌扇と共に真打に昇進し、高座名を「三遊亭志う歌」に改名した。
1982年生まれの、落語界五派の所属で一緒に落語会をしている「昭和57年会」（笑福亭べ瓶、三遊亭志う歌、三遊亭好の助、立川小春志、春風亭昇也）の一員。

## 芸歴
- 2004年8月 - 三遊亭歌武蔵に入門。
- 2005年8月 - 前座となる、前座名「歌ぶと」。
- 2008年11月 - 二ツ目昇進、「三遊亭歌太郎」と改名。
- 2020年3月 - 真打昇進、「志う歌」と改名。

## 人物
マイクロブタの「ぽこ」を飼っている。

## 演目
- 大工調べ
- 夢の酒
- 居残り佐平次
- 文七元結
- 明烏
- 寝床
- 磯の鮑
- 鼠穴

## 逸話
前座名「歌ぶと」は、本来「歌武人」とするはずだったが、大師匠三代目三遊亭圓歌の「ひらがなの方がかわいい」とのことで「歌ぶと」となった。二ツ目昇進時には「歌武人」にしようとしていたらしいが、志う歌本人が「歌太郎」を希望したため「歌太郎」になった。この名前は歌武蔵のすぐ上の兄弟子で、2008年2月に若くして亡くなった三遊亭歌雀の二ツ目名であったため、使いたがる人はいなかった。
師匠・歌武蔵は遅刻を大変嫌っており、志う歌は遅刻が原因で2度破門になっている。1回目の破門では「目に見える形で反省しろ！」「誰か連れて来い！」とのことだったのでドン・キホーテのバリカンで急いで頭を丸めた。「誰か連れて来い！」は、本来は落語家の先輩を連れて謝るのが慣例だが、歌ぶとはそれを知らず、近所に住む寿司屋の大将を連れていき、歌武蔵を仰天させた。
2回目の破門は六代目古今亭志ん橋の稽古に遅刻したとき。志ん橋は許してくれたが、歌武蔵は許してくれず破門になった。今度は、歌武蔵と仲が良く懇意にしていた橘家亀蔵（現：橘家圓十郎）に助けを求め、2人で謝罪したが許してもらえず、とうとう歌ぶとが「なら辞めてやる！」と怒り出して歌武蔵宅を飛び出し10日間放浪した。その後復帰を許されたが、放浪している間激怒する歌武蔵を亀蔵が必死になだめていたという。

## 出囃子
- 東挙（2008年 - 2020年）
- ベロベロの神様（2020年 - ）

## 受賞歴
- 2011年　NHK新人演芸大賞 入賞
- 2012年　さがみはら若手落語家選手権 入賞
- 2013年　北とぴあ若手落語家競演会 大賞
- 2013年　第3回池上落語会 大賞
- 2014年　NHK新人落語大賞 入賞
- 2017年　NHK新人落語大賞受賞